# Първи поречки партизански отряд
Първи поречки партизански отряд е комунистическа партизанска единица във Вардарска Македония, участвала в така наречената Народоосвободителна войска на Македония.
Създаден на 19 май 1944 година. Състои се от бойци от селата от Поречието, а след това и от село Яболци и Скопие.
Отрядът има следните задачи:
- Да създаде бази в селата от Поречието и да се формира за активността и движението на четниците.
- Да пропагандира сред населението целите и успехите на комунистическата съпротива
- Да създаде мрежи от отряди из селата
- Да събира оръжие останало от Първата световна война д
- Да създаде постоянни връзки с най-близките партизански единици